# Декомпензација
Декомпензација је неуспех у компензацији као механизама одбране, што доводи до провале до тада латентних патогених процеса и до погоршања психичког здравља. У клиничкој психологији и психијатрији говори се о неуротичној и психотичној декомпензацији. Прогресиван губитак нормалног менталног функционисања, одбрамбених механизама и кохерентних мисаоних процеса које може кулминирати у психозу.